# Friedrichswalde
Friedrichswalde es un municipio del distrito de Barnim, en Brandeburgo (Alemania).
- Datos: Q241395
- Multimedia: Friedrichswalde (Barnim) / Q241395

1. ↑  Worldpostalcodes.org, código postal n.º 16247.